# Vratislav Šrobár
Vratislav (Vratko) Šrobár, rodným jménem Šrubař (1. května 1921 Piešťany – 12. února 2001 Pelhřimov), byl novinář, spisovatel a astronom. 

## Život
Vratko Šrobár byl členem České akademické společnosti a členem Entomologické společnosti při České akademii věd, dále byl aktivní ve vědeckém kruhu na Slovensku: založil v Žilině Lidovou hvězdárnu, byl zakladatelem Astrometu v Oravském Veselém, byl prvním šéfredaktorem deníku Smena.

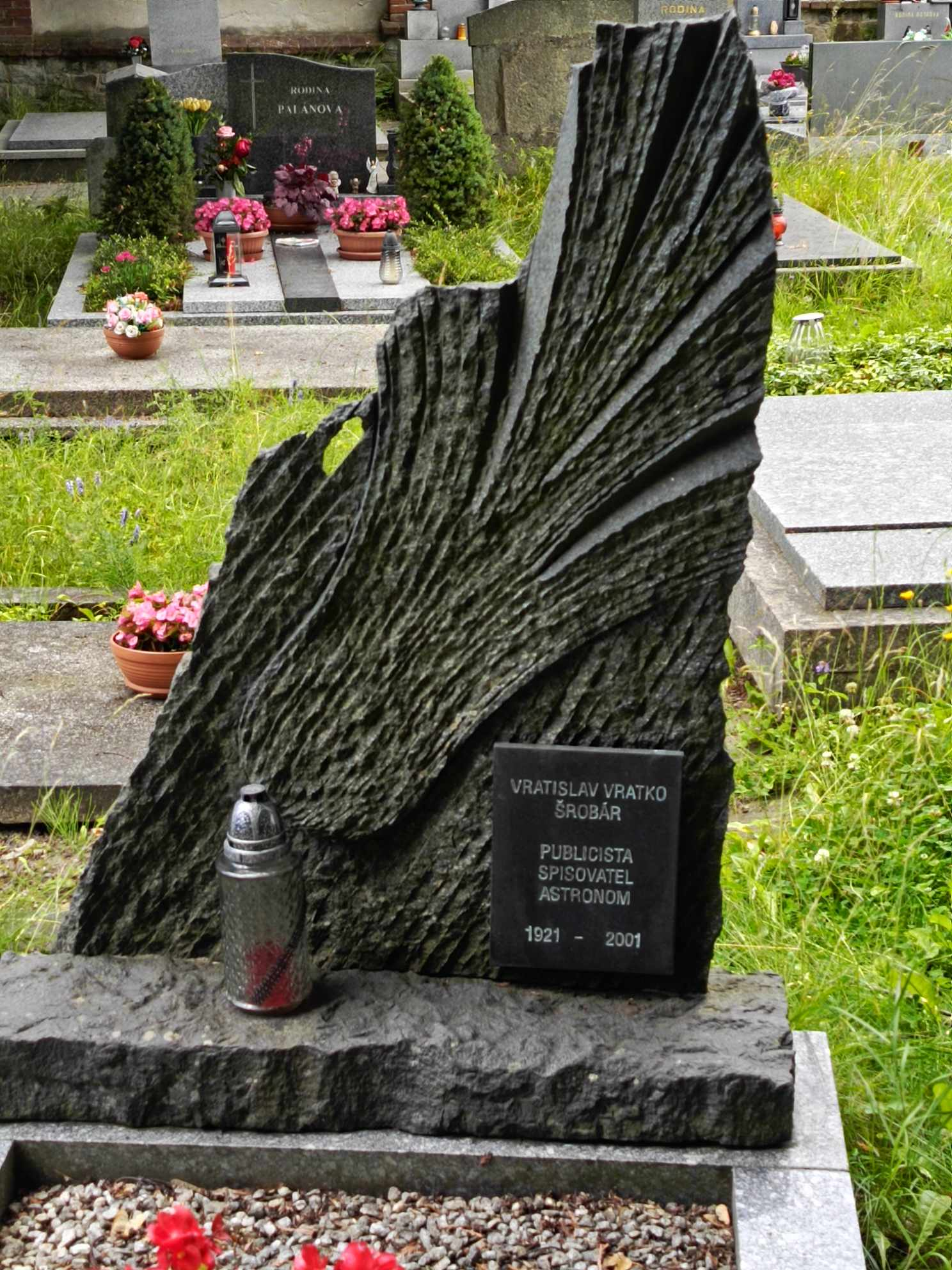
Padající meteor, vytesaný na náhrobním kameni astronoma Šrobára

#### Astronomický klub v Pelhřimově
Díky Šrobárovi, jenž přišel do Pelhřimova zde vznikl ve školním roce 1994/95 Astronomický klub pod záštitou DDM Pelhřimov, jehož první setkání proběhlo 20. října 1994. Podle vzpomínek jednoho z členů klubu: "Asi tak od února až do letních prázdnin roku 1995 jsme za krásných a jasných dnů, kdy obloha byla blankytně modrá, chodívali buď k panu Vratislavovi domu, nebo na louky nacházející se na okraji Pelhřimova za ulicí Táborská a pozorovávali Slunce a skvrny na jeho povrchu nebo naopak v noci některé hvězdy a objekty noční oblohy".
S pomocí a přednáškou pana Šrobára proběhla 7. září 1995 v Domě dětí a mládeže vernisáž a následná výstava o tajemných hlubinách vesmíru.

## Dílo
- Pod jménem Vraťko Šrobár vydal v roce 1953 knihu Zázraky na lavici s nákladem 15 000 výtisků. Šlo o knihu pro děti a byla vydána v edici Knižnice pro národní školy. Ilustrace doplnil Emil Cimbura.

- Matemarika ako dobrodružstvo[2] je kniha vydaná nakladatelstvím Osveta (Martin, 1958).[4]

- Zázraky na rozkaz: kniha určené pro děti – chlapce. Byla vydána v roce 1951 nakladatelstvím SNDK v Praze.[2] Doprovodné ilustrace doplnila Marie Lacigová. Autor v tomto díle skrze pět "příběhů" rozvíjí obraz velikých přeměn přírody, jak byly uskutečňovány v SSSR a u nás.[5]